# 주간고속도로 제97호선
주간고속도로 제97호선(영어: Interstate 97, I-97)은 미국 북동부 메릴랜드주 아나폴리스 근교와 메릴랜드주 볼티모어 근교를 연결하는 총 연장 28.36km의 고속도로이다. 97호선은 1993년에 개통한 이래 미국의 주간고속도로 중에서 가장 짧은 거리를 유지하고 있고 주간고속도로가 한 주에서 한 군에만 위치한 경우는 97호선이 유일하다. 또한 97호선은 2자리수 주간고속도로와 교차하지 않고 세자리수 지선노선과만 교차해 이것도 유일하다. 그러나 길이가 짧음에도 불구하고 메릴랜드주의 주도인 아나폴리스와 대도시인 볼티모어를 직접적으로 연결하는 주요한 도로이다.